# Fruncé
Fruncé é uma comuna francesa na região administrativa do Centro, no departamento Eure-et-Loir. Estende-se por uma área de 17,19 km². Em 2010 a comuna tinha 401 habitantes (densidade: 23,3 hab./km²).